# Izraeli pártok listája
Az alábbi lista Izrael pártjait tartalmazza, betűrendben.
| Pártnév (eredeti neve)                                                | Pártelnök                     | Alapítás           | Politikai irány                      | Státusz | Rövid leírás |
| --------------------------------------------------------------------- | ----------------------------- | ------------------ | ------------------------------------ | ------- | --- |
| Gíl                                                                   | Ráfí Ejtán                    | 1990-es évek       | közép-bal oldal                      | aktív   | 1990-es években alapította Móse Sáróní és Nává Arad. |
| „Előre” Kádímá                                                        | Cípí Livní                    | 2005. november 21. | liberalizáció, központosítás         | aktív   | Aríél Sárón alapította 2005-ben. |
| „Konszolidáció” Likúd                                                 | Benjámín Netanjáhú (2005-től) | 1973               | cionista koalíció, közép-jobb oldali | aktív   | 1973-ban alakult meg a Herút, a Liberális Párt, az Ahdút, a Láam pártokból. 1977-ben csatlakozott a Slómcíjón. |
| „Izraeli Munkapárt” (Mifleget Avódá Jiszráélít, MAI)                  | Simón Peresz (1977-től)       | 1968               | cionista reformista                  | aktív   | 1968-ban alakult az Izraeli Munkáspárt, a Cionista Munkáspárt és az Izraeli Munkáslista egyesüléséből, tagja a Szocialista Internacionálénak. Napilapja a Lamerháv. |
| „Izraeli Kommunista Párt” (Mifleget Komonisztít Jiszráélít, MKI)      | Méír Vilner                   | 1919               | marxista–leninista                   | aktív   | 1919-ben Palesztinai Szocialista Munkás Párt néven alakult meg, 1921-ben a Palesztina Kommunista Pártja nevet vette fel. 1929–1942 között illegalitásba kényszerült (arab és zsidó kommunistáknak külön pártjuk volt). 1948-ban a két arab és zsidó kommunista párt egyesült Izraeli Kommunista Párt néven. 1965-ben egy nacionalista csoport kivált belőle Mikunisz főtitkár vezetésével. Hetilapja: al-Ittihád (arab, 1944-től), Ze Haderech (ivrit, 1967-től). |
| „Izrael földjének Munkáspártja” Mifleget Poóalé Erec Jiszráél (Mapaj) | Ehúd Bárák (2007-től)         | 1930               | bal oldali                           | aktív   | |
| „Béke”                                                                |                               |                    |                                      |         | |
| „Egy Izrael”                                                          |                               |                    |                                      |         | |